# زواج المثليين في باخا كاليفورنيا سور
أصبح زواج المثليين قانونيا في الولاية المكسيكية باخا كاليفورنيا سور المكسيكية منذ 29 حزيران 2019. وفي 27 حزيران، وافق كونغرس الولاية على مشروع قانون يشرع زواج المثليين. تم التوقيع على مشروع القانون بعد ذلك بفترة وجيزة من قبل حاكم الولاية ودخل حيز التنفيذ في 29 يونيو.

## تاريخ
في 9 أبريل 2010، اقترحت «منظمة التنوع الجنسي في كاليفورنيا الجنوبية» (بالإسبانية: La Comunidad Sudcaliforniana en Diversidad Sex)‏ إصلاحات في القانون المدني للسماح بزواج المثليين وتبني المثليين للأطفال. لم يتخذ المجلس التشريعي أي إجراء في عام 2014، حيث قام السياسيون المحليون بتجاهل القضية قائلين إنه يجب استشارة الجمهور. حتى بعد منح أمر قضائي جماعي، قال أعضاء في الكونغرس المحلي إن مسألة زواج المثليين لم تتم مناقشتها ولم تكن مدرجة في جدول الأعمال التشريعي.
في 25 مارس 2015، سلم كبير قضاة محكمة باها كاليفورنيا سور العليا للكونجرس اقتراحًا لتشريع زواج المثليين. في 15 أبريل 2015، أخبر عضو في الكونغرس وسائل الإعلام أن تحليل المبادرة سيبدأ في مايو. في 17 مايو 2016، اليوم العالمي لمناهضة رهاب المثلية، رهاب ازدواجية التوجه الجنسي ورهاب التحول الجنسي، أعلنت عضوة في الكونغرس عن حزب العمل الوطني أنه سيتم التصويت على الاقتراح من قبل كونغرس الولاية قبل 30 يونيو. كما أشارت إلى أن حزب العمل الوطني يؤيد تعديل القانون المدني للسماح بتقنين زواج المثليين. ولكن لم يتم إجراء تصويت، وتم طرح الاقتراح في «المجمد التشريعي».
أسفرت انتخابات يوليو 2018 عن فوز حركة التجديد الوطنية، وهو حزب يدعم زواج المثليين، بأغلبية المقاعد التشريعية في باخا كاليفورنيا سور. في سبتمبر 2018، وعد العديد من النواب بموافقة الكونغرس على مبادرة زواج المثليين. في 27 يونيو 2019، وافق كونغرس الولاية على مشروع قانون يقنن زواج المثليين، بأغلبية 14 صوتًا مقابل 5 أصوات، مع امتناع واحد عن التصويت (14-5-1). وقعه الحاكم كارلوس ميندوزا ديفيز في نفس اليوم ونشرت في الجريدة الرسمية في 28 يونيو. دخل القانون حيز التنفيذ في اليوم التالي.
تنص المادة 150 من القانون المدني في باخا كاليفورنيا سور على ما يلي:
- (بالإسبانية: El matrimonio es la unión libre de dos personas para realizar la comunidad de vida، en donde ambos se procuran respeto، igualdad y ayuda mutua، mediante la cohabitación doméstica y sexual.)‏

- (باللغة العربية: الزواج هو اتحاد حر لشخصين لتحقيق مجتمع الحياة، حيث يسعى كلاهما إلى الاحترام والمساواة والمساعدة المتبادلة، من خلال التعايش المنزلي والجنسي.)

| الحزب                                 | الأعضاء | لصالح | ضد | امتنع عن التصويت | غائب |
| ------------------------------------- | ------- | ----- | -- | ---------------- | ---- |
| حركة التجديد الوطنية                  | 8       | 8     |    |                  |      |
| مستقلون                               | 7       | 3     | 3  |                  | 1    |
| الحزب الثوري المؤسساتي                | 1       | 1     |    |                  |      |
| حزب العمل الوطني                      | 1       |       | 1  |                  |      |
| حزب العمال المكسيكي                   | 1       | 1     |    |                  |      |
| حزب الثورة الديمقراطية                | 1       |       | 1  |                  |      |
| الحزب الإنساني في باخا كاليفورنيا سور | 1       | 1     |    |                  |      |
| حزب تجديد جنوب كاليفورنيا             | 1       |       |    | 1                |      |
| العدد الإجمالي                        | 21      | 14    | 5  | 1                | 1    |

### الأوامر القضائية
في أغسطس 2014، طلبت 14 امرأة و 4 رجال أمرًا قضائيا جماعيًا ضد المادتين 330 و 150 من القانون المدني في باخا كاليفورنيا سور، الذي يحظر زواج المثليين. تم منح الأمر القضائي من قبل الدائرة الأولى للمحكمة العليا في 9 مارس 2016.
في 21 أكتوبر 2014، تم منح أول امر قضائي في باخا كاليفورنيا سور، حيث أعلنت أن المادتين 330 و 150 من القانون المدني غير دستوريتين.
في 27 نوفمبر 2014، قدمت مجموعة مؤلفة من 20 شخصًا أمرًا قضائيا بزواج المثليين في لاباز.
في 10 أبريل 2015، وافق قاضي المقاطعة الأولى على أمر قضائي يشمل 36 من الأزواج المثليين.
بحلول 20 أغسطس 2016، كان قد تم منح 180 شخص الحق في الزواج، العديد منهم عبر ما يسمى بالأمر القضائي الجماعي.

## الرأي العام
أظهر استطلاع للرأي أجراه عام 2017 بواسطة مجلس الاتصالات الاستراتيجية أن 59% من سكان باخا كاليفورنيا سور يؤيدون زواج المثليين. كان 36% يعارضون ذلك.
وفقًا لمسح أجرته في عام 2018 من قبل المعهد الوطني للإحصاء والجغرافيا، عارض 42% من سكان باخا كاليفورنيا سور زواج المثليين.